# San Giovanni Battista dei Cavalieri di Rodi
San Giovanni Battista dei Cavalieri di Rodi är en kyrkobyggnad i Rom, helgad åt den helige Johannes Döparen. Kyrkan är belägen i Casa dei Cavalieri di Rodi vid Piazza del Grillo i Rione Monti och tillhör församlingen Santa Maria ai Monti.
Kyrkan innehas av Malteserorden.

## Beskrivning
Kyrkan konsekrerades år 1946.
Altaret har en bronsskulptur föreställande Johannes Döparen. Bakom skulpturen ses en fresk som framställer Jungfru Maria med Barnet och änglar, utförd omkring år 1600. Antependiet är utfört i grålila bresciamarmor och dekorerat med malteserkorset.

## Bilder
| - Kyrkans altare. |